# Penthetria elongatipennis
Bibio elongatipennis, Bibio macerata, Bibio maceratus
Espèce
Synonymes
- †Bibio elongatipennis Théobald, 1937
- †Bibio macerata Théobald, 1937
- †Bibio maceratus Théobald, 1937

Penthetria elongatipennis est une espèce fossile de mouches de la famille des Bibionidae (les « mouches de Saint-Marc » ou « mouches noires »).

## Classification
L'espèce Penthetria elongatipennis est publiée en 1937 par le paléontologue français Nicolas Théobald (1903-1981) dans sa thèse sous le protonyme Bibio elongatipennis,. 

### Fossiles
Cet holotype C 71, de l'ère Cénozoïque, et de l'époque Priabonien ou Éocène supérieur (38 à 33,9 Ma) faisait partie de la collection du Muséum d'histoire naturelle de Marseille et venait de la formation de Célas dans le Gard. Un autre exemplaire Ni 26 de Monteils (Gard) est conservé au Muséum d'histoire naturelle de Nîmes.
Un troisième exemplaire éch. C57 de la formation de Célas et conservé au Muséum de Marseille, initialement décrit comme Bibio macerata, complète les collections référencées en 2023.

### Formation de Célas
La formation de Célas est une assise sédimentaire, appartenant au remplissage éogène (Éocène et Oligocène) du bassin d'Alès. Elle affleure sur le bord sud-est du bassin et son classement dans l'échelle stratigraphique est régulièrement discuté.
Ces calcaires marneux en plaquettes sont connus par la découverte d'un très riche gisement fossilifère, en 1883, lors de la construction du chemin de fer d'Uzès à Saint-Julien-de-Cassagnas, à l'entrée du tunnel au sud de Célas. On y a recueilli de nombreux insectes, poissons et plantes fossiles, celles-ci identifiées dès 1889 par Louis Laurent. On peut reconstituer le biotope complet. Des plaques entières sont couvertes de Bibionidae.

### Reclassement
Cette espèce avait été classée dans le genre Bibio initialement. Elle a été reclassée en 2017 par J. Skartveit et A. Nel dans le genre Penthetria.

### Étymologie
L'épithète spécifique elongatipennis dérive du latin elongatus, « allongé, étiré », et pennis, « aile ». Quant à l'épithète spécifique macerata, il  signifie « trempé » en latin.

## Description

### Caractères
Diagnose de Nicolas Théobald en 1937, :

« Très joli insecte de couleur noir-brunâtre sur le corps. Ailes jaunâtres, la partie antérieure brunâtre. Présente les caractères du genre Bibio. Certaines particularités sont à signaler. Ailes dépassant longuement l'abdomen ; C, Sc, R et Rs bien visibles, de teinte foncée ; C se termine en même temps que Rs à peine avant le sommet de l'aile, Rs non bifurqué ; stigma à peine obscurci. Pattes fortes, les pattes III un peu plus fortes que les pattes I et II ; tibias éperonnés, 1 soie au tibia I. Antennes bien visibles, courtes, cordiformes. »

### Dimensions
Pour l'holotype C 71, la longueur totale du corps est de 2 mm ; il s'agit plus probablement de 12 mm ; la longueur des ailes 9 mm ; pour l'holotype C 57 Bibio macerata, la longueur totale du corps a dû atteindre de 11 mm ; la longueur des ailes 8,5 mm ; la longueur de l'abdomen 8 mm ; la longueur du thorax 2 mm.

## Biologie
Selon Nicolas Théobald, les Bibionidés sont le genre dominant de la faune entomologique du Sannoisien du Gard. Ces diptères floricoles qui vivent sur des îlots herbeux d'un lac aux eaux calmes et peu profondes ont des larves aquatiques. Toutefois, la disposition variée des couches sédimentaires indique des crues périodiques. L'ensemble a un caractère méditerranéen à affinités subtropicales très prononcées. Le climat est semblable au climat actuel des Indes orientales et du sud de la Chine.

## Galerie
- Fossile synonyme Bibio macerata en 1937 selon N. Théobald, Célas, Insectes du Sannoisien du Gard.
- Bibio macerata femelle holotype éch. C57.

- Espèces sœurs vivantes du genre Penthetria.
- Penthetria funebris.
- Penthetria funebris.
- Penthetria funebris - webm : 2 min 33 s.
- Penthetria heteroptera.
- Penthetria heteroptera.

### Publication originale
- [1937] Nicolas Théobald, « Les insectes fossiles des terrains oligocènes de France 473 p., 17 fig., 7 cartes,13 tables, 29 planches hors texte », Bulletin Mensuel de la Société des Sciences de Nancy et Mémoires de la Société des sciences de Nancy, Imprimerie G. Thomas,‎ 1937, p. 1-473 (ISSN 1155-1119 et 2263-6439, OCLC 786027547). .